# Japetus Steenstrup
Johannes Japetus Smith Steenstrup (8. března 1813 Vang – 20. června 1897 Kodaň) byl dánský zoolog a geolog.
Byl synem vikáře ze severního Jutska. Studoval medicínu a přírodní vědy pod vedením Johana Reinhardta, vysokoškolský titul však nezískal, protože mu chyběla zkouška z latiny. Učil na akademii v Sorø a roku 1845 byl jmenován profesorem Kodaňské univerzity. Vedl Kodaňské zoologické muzeum a působil v nadaci Carlsberg.
Podnikl vědeckou expedici na Island, při níž ho doprovázel básník Jónas Hallgrímsson. Ve své studii o rašeliništích publikoval novátorskou myšlenku, že se v minulosti průměrná teplota Země měnila, což ovlivnilo povahu vegetace. Podílel se na vydávání botanického atlasu Flora Danica. Byl autorem termínu køkkenmødding, označujícího nahromadění lastur a dalšího odpadového materiálu okolo sídlišť prehistorických lidí. Zkoumal archeologické nálezy jako kotlík z Gundestrupu. V roce 1857 jako první vědecky popsal krakatici obrovskou. Je autorem průkopnické práce o rodozměně. Vedl intenzivní odbornou korespondenci s Charlesem Darwinem, který mu poslal první vydání knihy O původu druhů, Darwinovu teorii přirozeného výběru však nepřijal. K Steenstrupovým žákům patřili Eugenius Warming a Hans Christian Gram.
Byl členem Královské dánské akademie věd a písmenictví, Královské švédské akademie věd, akademie Leopoldina, Francouzské akademie věd a londýnské Královské společnosti.
Jeho synem byl historik Johannes Steenstrup a synovcem polárník Knud Johannes Vogelius Steenstrup.